# دان برودي
دان برودي (بالإنجليزية: Dan Brodie)‏ هو مغني وكاتب أغاني أسترالي، ولد في 1974 في ملبورن في أستراليا.

## وصلات خارجية
- دان برودي على موقع ميوزك برينز (الإنجليزية)
- دان برودي على موقع ديسكوغز (الإنجليزية)